# Cock Sparrer
Cock Sparrer je engleski punk sastav. Osnovan je u londonskom East Endu 1972. godine.
Iako nisu nikad postigli velik komercijalni uspjeh, smatra ih se jednim od najutjecajnijih street punk sastava. Pomogli su utrijeti put punk pozornici kasnih 1970-ih te podžanru Oi!ju. Njihove pjesme su koristili brojni Oi! i hardcore sastavi.
Na njihovu glazbu utjecao je pub rock, glam rock te sirova beat glazba 1960-ih koju su svirali sastavi kao što su Small Faces i The Who. Pjesme su im se ponajviše bavile temama u svezi sa svakidašnjim životom radničkih slojeva društva.
Ime Cock Sparrer je od njihova izvorna imena, Cock Sparrow, što je Cockneyjski izraz za familijarnost.
Sastav je djelovao od 1974. do 1978., od 1982. do 1984. te od 1992. do danas.
Članovi su Colin McFaull, Mickey Beaufoy, Steve Burgess, Steve Bruce i Daryl Smith, a nekad su u sastavu svirali Garrie Lammin, Chris Skepis i Shug O'Neill.
Izdali su studijske albume Cock Sparrer, Shock Troops, Running Riot in '84, Guilty as Charged, Two Monkeys i Here We Stand. Cock Sparrer je 1987. ponovo izdan pod imenom True Grit 1987. godine. Kompilacijski su albumi Rarities, Rumours Carry More Weight Than Fact (The Best Of Cock Sparrer), England Belongs To Me, Bloody Minded, The Best of Cock Sparrer 2004 i The Decca Years te EP Run Away.
- http://www.sparrer.fsworld.co.uk//  Arhivirana inačica izvorne stranice od 10. kolovoza 2011. (Wayback Machine)